# 中尾武彥
中尾武彥（日语：／ Nakao Takehiko，1956年3月—）是一位日本公務員，在2013年當選為第9任亞洲開發銀行行长。

## 生平
1978年，中尾在日本財務省展開公職生涯。在他的職業生涯中，中尾曾在日本駐美國大使館擔任公使，也曾在1990年代中期擔任國際貨幣基金組織經濟顧問。身為日本財務高層，中尾曾在2011年主導對日本國政府的外匯市場進行干預，以遏止日圓大幅升值。在上任亞洲開發銀行總裁前，中尾於財務省擔任財務官。

### 亞洲開發銀行總裁
中尾獲日本提名參選亞洲開發銀行行长，接替在3月辭職轉任日本銀行行长的黑田東彥。自從1966年亞洲開發銀行成立以來，歷任行长皆為日本人，雖然有報導指出中國有意改變這項局勢，但是，中尾仍是該職位唯一的一位參選人。最終，亞洲開發銀行理事會一致通過任命中尾為新任行长，並在2013年4月28日正式上任。中尾的首個任期在2016年11月結束。2016年6月，亞洲開發銀行理事會就新任行长展開提名，中尾再度成為唯一一名候選人。最終，獲得理事會無異議通過後，中尾將自2016年11月24日展開為期五年的新任期。
作為亞洲開發銀行行长，中尾監管亞洲開發銀行的金融活動，並將重點領域放在推動公私合作夥伴關係，期望亞太地區的發展「更具創新、更具包容性、更加一體化」。亞洲開發銀行將持續關注基礎建設、環境、區域整合、性別平等及包容、聯合融資及內部改革等議題，以解決亞洲開發銀行的資源短缺，並精簡組織、提升績效。

## 教育
中尾在東京大學取得經濟學學士學位，隨後，他更在2010至2011年間於該校擔任國際金融學客座教授。他也擁有加州大學柏克萊分校工商管理碩士學位。